# T.W.O
Albums de Aya Matsuura
First Kiss
(2002) Musical "Sōgen no Hito" Original Cast Ban
(2003)
Singles
T.W.O (pour "That Wonderful One", prononcé en épelant à l'anglaise) est le 2e album de Aya Matsuura,  sorti en janvier 2003 dans le cadre du Hello! Project.

## Présentation
L'album sort le 29 janvier 2003 au Japon sous le label Zetima, écrit et produit par Tsunku. Il atteint la 2e place du classement de l'Oricon. Il se vend à 209 152 la première semaine, et reste classé pendant 18 semaines, pour un total de 316 986 exemplaires vendus. C'est son album le plus vendu à ce jour (2010).
Il contient les chansons-titres de quatre singles sortis l'année précédente : Momoiro Kataomoi, Yeah! Meccha Holiday, The Bigaku et Sōgen no Hito, cette dernière étant la seule chanson de l'album dont les paroles n'ont pas été écrites par Tsunku, mais par Hibari Misora en 1975 sous son vrai nom, Kazue Katō. Excepté celle de The Bigaku, elles figureront également sur la compilation Aya Matsuura Best 1 de 2005, de même que la chanson Navi ga Kowareta Ōjisama (Love Chance) tirée de l'album.
Il contient aussi une version en solo de la chanson Shall We Love? du groupe temporaire Gomattō (avec Matsuura) également sortie en single en 2002 ; cette même chanson a également été reprise par les deux autres membres du groupe, Maki Goto et Miki Fujimoto, sur leurs premiers albums respectifs sortis à la même époque.

## Liste des titres
Toutes les chansons sont écrites et composées par Tsunku, sauf paroles du titre 10 par Kazue Katō.
| 1.  | Yeah! Meccha Holiday (Yeah! めっちゃホリデイ)                      | Yuichi Takahashi         | 3:47 |
| 2.  | The Bigaku (The 美学)                                              | Hideyuki "Daichi" Suzuki | 4:06 |
| 3.  | Anata no Kanojo (あなたの彼女)                                     | Yuichi Takahashi         | 4:42 |
| 4.  | ♡Momoiro Kataomoi♡ (♡桃色片想い♡)                                  | Yuichi Takahashi         | 4:20 |
| 5.  | Diary (ダイアリー)                                                 | Mikio Sakai              | 4:26 |
| 6.  | Shine More                                                         | Takao Konishi            | 4:03 |
| 7.  | Shall We Love? (Matsuura Version) (SHALL WE LOVE? (松浦Version))   | Hideyuki "Daichi" Suzuki | 4:46 |
| 8.  | From That Sky ~Kaedama wa Katamen de~ (… ～替え玉は硬メンで～)     | Shunsuke Suzuki          | 4:15 |
| 9.  | Date Biyori (デート日和)                                           | Yuichi Takahashi         | 3:03 |
| 10. | Sōgen no Hito (草原の人)                                           | Hideyuki "Daichi" Suzuki | 5:12 |
| 11. | Navi ga Kowareta Ōjisama (LOVE CHANCE) (ナビが壊れた王子様 (etc.)) | Takao Konishi            | 4:03 |
| 12. | Motokare (元彼)                                                    | Shin Kohno               | 4:02 |